# 高知県立高知小津高等学校
高知県立高知小津高等学校（こうちけんりつ こうちおづこうとうがっこう、Kochi Prefectural Kochi Ozu High School）は、高知県高知市城北町にある県立高等学校。
1873年（明治6年）に開校した海南私塾を前身とし、高知県で最も古い歴史を持つ高等学校である。2023年（令和5年）に創立150周年を迎えた。

## 設置学科
- 普通科（1学年あたり240名）
- 理数科（1学年あたり40名）

## 沿革

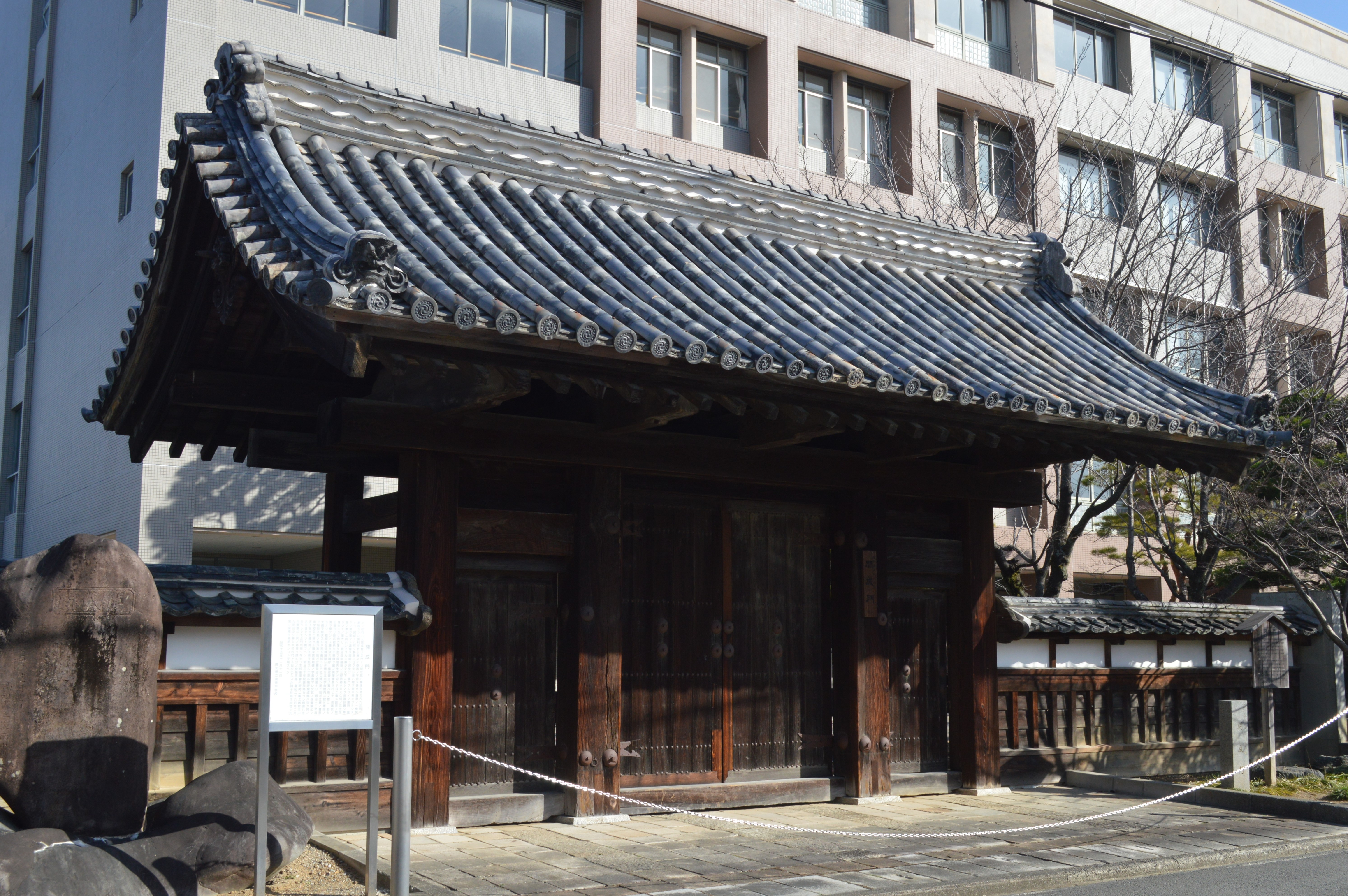
高知県指定文化財の開成門

### 旧制中学校・新制高等学校（男子校）時代
- 1873年（明治6年）8月 - 旧土佐藩主・山内豊範により、東京日本橋箱崎町の山内家邸内に海南私塾が創立される。西洋式の2階建て校舎であった。
- 1876年（明治9年）2月 - 高知県の山内邸内長屋（現：高知市鷹匠町一丁目 / 三翠園武家屋敷）に海南私塾分校が開校。
- 1879年（明治12年）12月 - 分校が帯屋町へ移転。
- 1880年（明治13年）9月 - 分校が九反田の旧・開成館[1]跡に移転。
- 1881年（明治14年）7月 - 学校事務総官に谷干城が就任。
- 1882年（明治15年）6月 - 東京の本校を廃止し、分校に統合の上、海南学校と改称。初代校長に吉田数馬が就任。
- 1883年（明治16年）- 制服・制帽を制定。帽章は山内家の家紋である三つ柏。
- 1888年（明治21年）9月 - 高知県私立中学海南学校と改称。
- 1889年（明治22年）4月 - 県立に移管され高知県尋常中学海南学校と改称。
- 1896年（明治29年）- 校舎を新築。
- 1899年（明治32年）9月 - 高知県立第二中学校を併設。
- 1901年（明治34年）1月 - 高知県立中学海南学校と改称。
- 1912年（明治45年）4月1日 - 高知県立第二中学校が廃止され、高知県立第一中学校に統合される。これにより併設を解消。
- 1917年（大正6年）5月 - 初の県外修学旅行を実施。
- 1922年（大正11年）4月1日 - 高知県立城北中学校を併設。初代校長に村上俊江が就任。
- 1931年（昭和6年）6月 - 高知県立城北中学校を統合。
- 1932年（昭和7年）
  - 5月 - 現在地に移転。
  - 10月 - 高知県立海南中学校と改称。
- 1936年（昭和11年）7月 - 海南中学校同窓会を設立。
- 1939年（昭和14年）- 校歌（旧校歌）を制定。
- 1940年（昭和15年）11月 - 九反田の開成門を海南中学校校門として移転。
- 1944年（昭和19年）3月 - 学区制・綜合制の採用により、城東中学校と合同募集を開始。
- 1945年（昭和20年）7月4日 - 高知大空襲により体育館と柔剣道場を焼失。
- 1947年（昭和22年）4月1日 - 学制改革（六・三制の実施）。
  - 旧制中学校の生徒募集を停止。
  - 新制中学校を併設（以下「併設中学校」）し、旧制中学校1・2年修了者を新制中学2・3年生として併設中学校に収容。
  - 併設中学校は暫定的に設置されたもので、新たに生徒募集は行わず、在校生は旧制中学から収容された2・3年生だけであった。
  - 旧制中学校3・4年修了者はそのまま旧制中学4・5年となる。
- 1948年（昭和23年）4月1日 - 学制改革（六・三・三制の実施）により、旧制中学校は廃止され、新制高等学校高知県立海南高等学校（男子校）が発足。通信課程を併設。
  - 旧制中学校の卒業生（希望者）を新制高校3年生、旧制中学校4年修了者を新制高校2年生として編入。併設中学校卒業生を新制高校1年として収容。
  - 併設中学校は存続され、在校生が1946年（昭和21年）に旧制中学校へ最後に入学した3年生だけとなる。
- 1949年（昭和24年）3月31日 - 最後の卒業生を送り出し、併設中学校を廃止。

### 新制高等学校（男女共学）
- 1949年（昭和24年）
  - 7月 - 高校三原則に基づく高知県内公立高校再編により、高知県立城北高等学校に改称し、男女共学を開始。
  - 12月 - 高知県立高知小津高等学校（現校名）と改称。
- 1950年（昭和25年）6月 - 新校章・バッジを制定。
- 1954年（昭和29年）- 新校歌（現校歌）を制定。
- 1955年（昭和30年）3月 - 校旗を制定。
- 1961年（昭和36年）6月 - 体育館が完成。
- 1963年（昭和38年）12月 - 新図書館が完成。
- 1965年（昭和40年）- 補助グラウンドを造成。
- 1968年（昭和43年）4月1日 - 理数科を設置。
- 1969年（昭和44年）8月 - 開成館・開成門の移転復元工事が完成。
- 1972年（昭和47年）4月1日 - 通信制課程が分離し、高知県立高知追手前高等学校定時制課程と統合の上、高知県立高知北高等学校として独立。
- 1973年（昭和48年）
  - 3月 - 理科棟（第1期工事）が完成。
  - 11月 - 創立100周年記念式典を挙行。
- 1974年（昭和49年）3月 - 理科棟（第2期工事）、格技場、プール及び附属建物が完成。
- 1979年（昭和54年）6月 - 東別館（食堂・音楽室・視聴覚教室）、自転車置き場が完成。
- 1981年（昭和56年）11月 - 楽焼き場が完成。
- 1983年（昭和58年）3月 - 開成館が寄付される。東別館増改築（第1期工事）が完成。
- 1984年（昭和59年）3月 - 東別館増改築工事（第2期工事）が完成。
- 1989年（平成元年）10月 - 理科棟の改修工事が完成。
- 1996年（平成8年）
  - 10月 - 仮設校舎の第1期工事が完成。
  - 11月 - 本館東及び東別館西などを解体。
- 1997年（平成9年）
  - 3月 - 仮設校舎の第2期工事が完成。
  - 10月 - 本館西、理科棟、プール、挌技場を解体。
- 1998年（平成10年）
  - 1月 - 体育館、開成館を解体。
  - 3月 - 東館が完成。
  - 8月 - 東館6階を高知市よさこい花火大会鑑賞のため市民に開放。
- 1999年（平成11年）
  - 3月 - 西館、中館（保存棟）、体育館、芸術棟が完成。
  - 4月 - プール、弓道場、駐輪場が完成。
  - 7月 - 部室棟が完成。
- 2000年（平成12年）
  - 3月 - 外溝・庭園工事が完成。
  - 7月 - グラウンド、テニスコートの整備工事が完了。
- 2001年（平成13年）10月 - テニスコート夜間照明設備工事が完成。
- 2002年（平成14年）4月 - 文部科学省により、スーパーサイエンスハイスクールに指定される。
- 2007年（平成19年）
  - 3月 - ドンカレッジ（オーストラリア）と姉妹校締結。
  - 4月 - スーパーサイエンスハイスクールに再び指定される（研究開発期間5年）。

## 行事
- 若鳩祭
- 開校記念日（11月11日）

## 著名な出身者
軍人
- 島村速雄（元帥海軍大将）
- 野崎小十郎（海軍少将）
- 山下奉文（陸軍大将）
- 永野修身（元帥海軍大将）
- 沢田茂（陸軍中将、参謀本部次長）
- 細木繁（陸軍大佐 / 通州事件にて戦死）
- 関田駒吉（海軍少将）
- 小牧自然（海軍少将）
- 久野村桃代（陸軍中将、近衛第2師団長）
- 山本健児（陸軍中将、第8飛行師団長）
- 土居明夫（陸軍中将、参謀本部作戦課長、第3軍参謀長、関東軍情報部長、南京政府国防部顧問）
- 大谷幸四郎（海軍中将、第二艦隊司令長官）
- 山崎重暉（海軍中将）
- 横山一郎（海軍少将、海軍省首席副官 / ミズーリ号 降伏文書調印使節）
- 渋谷清見（海軍少将）
- 大石保（海軍少将）
- 岡村畯児（陸軍法務中将）

学者・教育者
- 寺石正路（考古学者、郷土史家、作家）
- 川田正澂（教育者、東京都立大学 創立者）
- 秌場準一（法学者、一橋大学名誉教授、国際法学会理事長、イェール大学LLM）
- 田所芳秋（鉱物学者、元八幡製鐵所研究所長、帝国学士院賞）
- 成瀬龍夫（元滋賀大学学長）
- 目黒依子（社会学者、上智大学名誉教授、ケース・ウェスタン・リザーブ大学博士）

政治・行政・経済
- 山崎正恭（衆議院議員）
- 西山勉（満洲中央銀行総裁、終戦連絡中央事務局次長、駐インド大使）
- 白石喜太郎（渋沢同族株式会社専務）
- 渡邊五郎（元三井化学会長）
- 清水真澄（都市計画家、高知市役所行政職員）

文化・芸能・スポーツ
- 徳弘正也（漫画家、主な著作『シェイプアップ乱』、『ジャングルの王者ターちゃん♡』等）
- 照下土竜（SF作家）
- 柴田ケイコ（絵本作家、主な著作『パンどろぼう』等）
- 国実百合（元歌手）
- 朝潮太郎（元大相撲力士）
- 楠瀬章仁（サッカー選手）
- 渡部猛（声優）
- 岩川美花（プロボクサー）
- 中沢昭二（脚本家、放送作家）
- 柳井恒夫（元NHKアナウンサー）

## 交通アクセス
最寄りのバス停
とさでん交通 新屋敷
最寄り駅
JR四国 土讃線入明駅または円行寺口駅

## 文化財
- 開成門（県指定有形文化財）[2]